# Kowala (Kielce)
Pour les articles homonymes, voir Kowala.
Kowala est une localité polonaise de la gmina de Sitkówka-Nowiny, située dans le powiat de Kielce en voïvodie de Sainte-Croix.